# 福島中央テレビ杯
福島中央テレビ杯（ふくしまちゅうおうテレビはい）は日本中央競馬会（JRA）が福島競馬場で芝1200mで行われる競走である。レース名は福島県郡山市に本社を置く福島中央テレビから来ている。

## 概要
1971年10月10日に福島競馬場芝1700mの400万円以下条件戦として第1回が施行された。初年度は芝1700mで施行されたが翌年に芝1800m、1975年に芝2000mと施行距離の変遷が度々行われ、2020年・2021年に関しては芝ではなくダートで施行された。また、現在の距離で施行されるようになったのは1998年のことである。また、施行日は当初10月や11月に行われていたが、2003年以降は4月に施行されている。
優勝賞金は1着1550万円、2着620万円、3着390万円、4着230万円、5着150万円となっている。

## 歴史
- 1971年 福島競馬場でサラ系4歳(現3歳)以上による芝1700mの400万円以下条件競走として施行。
- 1972年　施行距離を芝1800mに変更。
- 1984年　混合競走に指定され、外国産馬の出走が可能となる[7]。
- 1996年　福島競馬場改修工事に伴い開催中止[8][9]。
- 1997年　特別指定交流競走に指定[10]。
- 1998年　
  - 指定交流競走に指定(2001年まで)[11]。
  - 施行距離を現行の芝1200mに変更。
- 2006年　指定交流競走に再び指定(2007年まで)[12]。
- 2011年　東日本大震災の影響により開催中止[13]。
- 2020年　
  - 新型コロナウイルス感染症の感染拡大防止のため「無観客競馬」として実施[14]。
  - 出走条件が1000万以下から2勝クラスに変更。
- 2021年 同年2月に発生した福島県沖地震 (2021年)の影響で再び「無観客競馬」で開催[15][16]。

## 歴代優勝馬
馬齢は2001年以降の表記で統一するものとする。
コース種別を表記しない距離は、芝とする(ただし2020年・2021年は例外でダート)。
| 施行日         | 競馬場                       | 距離                         | 条件                         | 優勝馬                       | 年齢                         | タイム                       | 優勝騎手                     | 管理調教師                   | 馬主                                         |
| -------------- | ---------------------------- | ---------------------------- | ---------------------------- | ---------------------------- | ---------------------------- | ---------------------------- | ---------------------------- | ---------------------------- | -------------------------------------------- |
| 1971年10月10日 | 福島                         | 1700m                        | 400万下                      | マスクディヤー               | 牝3                          | 1:44.5                       | 増沢末夫                     | 山岡寿恵次                   | 加藤洋子                                     |
| 1972年11月5日  | 福島                         | 1800m                        | 600万下                      | ムツミバロン                 | 牡4                          | 1:52.0                       | 増沢末夫                     | 佐藤勝美                     | 関口睦雄                                     |
| 1973年8月5日   | 福島                         | 1800m                        | 500万下                      | マサノヒカリ                 | 牡3                          | 1:51.0                       | 嶋田功                       | 稲葉秀男                     | 横山正二                                     |
| 1974年11月10日 | 福島                         | 1800m                        | 500万下                      | ハーバーイーグル             | 牡3                          | 1:50.3                       | 髙橋司                       | 高松三太                     | （株）ハーバー                               |
| 1975年10月26日 | 福島                         | 2000m                        | 600万下                      | アオイランバー               | 牝4                          | 2:03.6                       | 徳吉一己                     | 森末之助                     | 福岡三男                                     |
| 1976年10月10日 | 福島                         | 1800m                        | 600万下                      | アイアンパレード             | 牡4                          | 1:52.3                       | 坂本恒三                     | 柄崎義信                     | 伊達秀和                                     |
| 1977年10月9日  | 福島                         | 1800m                        | 600万下                      | パーモサンイツ               | 牡5                          | 1:52.4                       | 竹原啓二                     | 松山吉三郎                   | 太島愛子                                     |
| 1978年10月8日  | 福島                         | 1700m                        | 700万下                      | ミナガワイチ                 | 牝5                          | 1:42.3                       | 鹿野則夫                     | 仲住芳雄                     | 寺内倉蔵                                     |
| 1979年9月30日  | 福島                         | 1800m                        | 800万下                      | ケンタッキーフェア           | 牡3                          | 1:52.5                       | 吉永正人                     | 松山康久                     | 吉田善哉                                     |
| 1980年10月5日  | 福島                         | 1800m                        | 800万下                      | アロージョイフル             | 牡3                          | 1:48.2                       | 関野弘行                     | 柄崎義信                     | 伊達秀和                                     |
| 1981年10月4日  | 福島                         | 1800m                        | 800万下                      | ロングイーグル               | 牡3                          | 1:49.3                       | 秋山忠一                     | 小林勘治郎                   | 中井長一                                     |
| 1982年10月3日  | 福島                         | 1800m                        | 800万下                      | ビーフリー                   | 牝4                          | 1:48.0                       | 小西一男                     | 小西登                       | 栗林英雄                                     |
| 1983年10月2日  | 福島                         | 1800m                        | 800万下                      | ヒロオー                     | 牡6                          | 1:47.8                       | 吉沢宗一                     | 森末之助                     | 勝川平太郎                                   |
| 1984年9月30日  | 福島                         | 1800m                        | 900万下                      | カチウマリック               | 牡4                          | 1:48.1                       | 嶋田潤                       | 矢野幸夫                     | 島崎竜五郎                                   |
| 1985年9月29日  | 福島                         | 1800m                        | 900万下                      | サクラムテキオー             | 牡4                          | 1:51.2                       | 吉沢宗一                     | 境征勝                       | （株）さくらコマース                         |
| 1986年9月28日  | 福島                         | 2000m                        | 900万下                      | フォスタームサシ             | 牡4                          | 1:59.7                       | 関野弘行                     | 佐藤勝美                     | 細田憲一                                     |
| 1987年10月18日 | 福島                         | 1200m                        | 900万下                      | アルコオーギ                 | 牡4                          | 1:09.5                       | 増沢末夫                     | 鈴木勝太郎                   | 丹羽美信                                     |
| 1988年10月2日  | 福島                         | 1800m                        | 900万下                      | ダイナダルタニアン           | 牡5                          | 1:50.4                       | 中島敏文                     | 藤本晋                       | （有）社台レースホース                       |
| 1989年10月1日  | 福島                         | 1800m                        | 900万下                      | モガミサイババ               | 牡3                          | 1:47.5                       | 原昌久                       | 中村好夫                     | （株）最上ホースクラブ                       |
| 1990年9月30日  | 福島                         | 1800m                        | 900万下                      | タップオン                   | 牡3                          | 1:47.0                       | 増沢末夫                     | 稲葉隆一                     | 鈴木芳夫                                     |
| 1991年9月29日  | 福島                         | 1800m                        | 900万下                      | ミノリスパークル             | 牝3                          | 1:48.3                       | 安田富男                     | 和田正道                     | 白井繁夫                                     |
| 1992年10月4日  | 福島                         | 1800m                        | 900万下                      | ワンモアラブウエイ           | 牝3                          | 1:48.3                       | 角田晃一                     | 渡辺栄                       | 松井一三                                     |
| 1993年10月3日  | 福島                         | 1800m                        | 900万下                      | ホマレオーカン               | 牡3                          | 1:48.7                       | 菊沢隆徳                     | 柄崎孝                       | （株）グリーンテック                         |
| 1994年10月2日  | 福島                         | 1800m                        | 900万下                      | マッドネスオー               | 牡4                          | 1:46.9                       | 鈴木寿                       | 尾形盛次                     | 前田伝三郎                                   |
| 1995年4月22日  | 福島                         | 1800m                        | 900万下                      | インタークレーバー           | 牡4                          | 1:48.8                       | 木幡初広                     | 稲葉隆一                     | 松岡正雄                                     |
| 1996年         | 福島競馬場工事により中止     | 福島競馬場工事により中止     | 福島競馬場工事により中止     | 福島競馬場工事により中止     | 福島競馬場工事により中止     | 福島競馬場工事により中止     | 福島競馬場工事により中止     | 福島競馬場工事により中止     | 福島競馬場工事により中止                     |
| 1997年9月28日  | 福島                         | 1800m                        | 900万下                      | ナスノプリティー             | 牝4                          | 1:49.7                       | 木幡初広                     | 平井雄二                     | 那須野牧場                                   |
| 1998年10月18日 | 福島                         | 1200m                        | 900万下                      | ターフエリザベス             | 牝4                          | 1:12.0                       | 武藤善則                     | 黒坂洋基                     | （有）ターフ・スポート                       |
| 1999年10月17日 | 福島                         | 1200m                        | 900万下                      | ソブリンスルー               | 牡6                          | 1:11.2                       | 大西直宏                     | 高橋裕                       | 菅原吾一                                     |
| 2000年10月22日 | 福島                         | 1200m                        | 900万下                      | キングシアトル               | 牡5                          | 1:11.1                       | 和田竜二                     | 岩元市三                     | （株）岸和田グランドホール                   |
| 2001年5月6日   | 福島                         | 1200m                        | 900万下                      | ウイズハヤテカゼ             | 牝4                          | 1:09.3                       | 岩部純二                     | 山田要一                     | （株）リビエラ・レーシング・アソシエーション |
| 2002年10月27日 | 福島                         | 1200m                        | 1000万下                     | ダイワフォーチュン           | 牡3                          | 1:10.4                       | 鹿戸雄一                     | 増沢末夫                     | 大和商事（株）                               |
| 2003年4月6日   | 福島                         | 1200m                        | 1000万下                     | ケイエスストロング           | 牡4                          | 1:10.7                       | 難波剛健                     | 高橋成忠                     | キヨシサービス(株）                          |
| 2004年4月4日   | 福島                         | 1200m                        | 1000万下                     | シージョリー                 | 牡4                          | 1:08.7                       | 内田浩一                     | 野村彰彦                     | 藤田宗平                                     |
| 2005年4月3日   | 福島                         | 1200m                        | 1000万下                     | アタゴバクシン               | 牡4                          | 1:08.7                       | 鈴来直人                     | 勢司和浩                     | 坪野谷和平                                   |
| 2006年4月2日   | 福島                         | 1200m                        | 1000万下                     | ヨイチサウス                 | 牡5                          | 1:09.4                       | 中舘英二                     | 菅原泰夫                     | 加藤興一                                     |
| 2007年4月1日   | 福島                         | 1200m                        | 1000万下                     | ラブハート                   | 牝4                          | 1:09.4                       | 菊沢隆徳                     | 中村均                       | 増田陽一                                     |
| 2008年4月27日  | 福島                         | 1200m                        | 1000万下                     | サンダルフォン               | 牡5                          | 1:08.7                       | 古川吉洋                     | 松永幹夫                     | （有）ノースヒルズマネジメント               |
| 2009年4月26日  | 福島                         | 1200m                        | 1000万下                     | テイクザホーク               | 牡5                          | 1:11.9                       | 菊沢隆徳                     | 鈴木康弘                     | 水上行雄                                     |
| 2010年4月25日  | 福島                         | 1200m                        | 1000万下                     | リトルビスケット             | 牝5                          | 1:09.9                       | 上村洋行                     | 村山明                       | （株）ヒダカ・ブリーダーズ・ユニオン         |
| 2011年         | 東日本大震災の影響により中止 | 東日本大震災の影響により中止 | 東日本大震災の影響により中止 | 東日本大震災の影響により中止 | 東日本大震災の影響により中止 | 東日本大震災の影響により中止 | 東日本大震災の影響により中止 | 東日本大震災の影響により中止 | 東日本大震災の影響により中止                 |
| 2012年4月22日  | 福島                         | 1200m                        | 1000万下                     | リュンヌ                     | 牝5                          | 1:09.2                       | 松山弘平                     | 服部利之                     | 吉田修                                       |
| 2013年4月29日  | 福島                         | 1200m                        | 1000万下                     | メイショウツガル             | 牡5                          | 1:09.0                       | 古川吉洋                     | 武田博                       | 松本好雄                                     |
| 2014年4月27日  | 福島                         | 1200m                        | 1000万下                     | マイネサヴァラン             | 牝5                          | 1:08.7                       | 丹内祐次                     | 清水英克                     | （株）サラブレッドクラブ・ラフィアン         |
| 2015年4月26日  | 福島                         | 1200m                        | 1000万下                     | ローズミラクル               | 牡5                          | 1:08.3                       | 吉田隼人                     | 羽月友彦                     | （有）キャロットファーム                     |
| 2016年4月24日  | 福島                         | 1200m                        | 1000万下                     | スマートカルロス             | 牡4                          | 1:08.3                       | 北村友一                     | 浅見秀一                     | 大川徹                                       |
| 2017年4月23日  | 福島                         | 1200m                        | 1000万下                     | キョウワゼノビア             | 牝4                          | 1:09.1                       | 秋山真一郎                   | 角田晃一                     | （有）協和牧場                               |
| 2018年4月22日  | 福島                         | 1200m                        | 1000万下                     | レーヴムーン                 | 牡5                          | 1:09.5                       | 津村明秀                     | 藤岡健一                     | ニットー商事（株）                           |
| 2019年4月21日  | 福島                         | 1200m                        | 1000万下                     | カネトシブレス               | 牝6                          | 1:09.0                       | 川又賢治                     | 寺島良                       | 兼松昌男                                     |
| 2020年4月11日  | 福島                         | 1700m                        | 2勝クラス                    | キタサンタイドー             | 牡5                          | 1:46.6                       | 吉田隼人                     | 清水久詞                     | （有）大野商事                               |
| 2021年4月10日  | 福島                         | 1800m                        | 2勝クラス                    | ヴィアメント                 | 騸4                          | 1:52.4                       | 菅原明良                     | 鹿戸雄一                     | （有）社台レースホース                       |
| 2022年4月24日  | 福島                         | 1200m                        | 2勝クラス                    | ルクルト                     | 牡5                          | 1:08.7                       | 斎藤新                       | 吉村圭司                     | 市川義美ホールディングス（株）               |
| 2023年4月23日  | 福島                         | 1200m                        | 2勝クラス                    | ショウナンハクラク           | 牡4                          | 1:08.8                       | 角田大和                     | 松下武士                     | 国本哲秀                                     |
| 2024年4月21日  | 福島                         | 1200m                        | 2勝クラス                    | アシャカタカ                 | 牡4                          | 1:08.7                       | 小林美駒                     | 鈴木伸尋                     | 吉冨学                                       |
| 2025年4月26日  | 福島                         | 1200m                        | 2勝クラス                    | トールキン                   | 牡5                          | 1:08.3                       | 古川吉洋                     | 西園正都                     | 吉田勝己                                     |